# Orizominis
Els orizominis (Oryzomyini) són un tribu de rosegadors de la família de cricètids. També pertanyen a la subfamília dels sigmodontins. Aquest tribu viu a Sud-amèrica, Centreamèrica i Nord-amèrica fins a Nova Jersey. També viuen a les Illes Galápagos i algunes de les illes de les Antilles, com ara Jamaica, Curaçao, Saint Vincent i Saint Lucia.